# ヴァシー
ヴァシー（Wassy,フランス語発音: [vasi]）は、かつてはヴァシー＝シュル＝ブレーズ（Wassy-sur-Blaise）として知られたフランスのコミューン。フランス北東部のオート＝マルヌ県に位置する。1999年においての人口は3,294人であった。

## 歴史
1562年3月1日、武装したギーズ公フランソワの派閥の兵士に攻撃を受け、ユグノー（カルヴァン派）の礼拝者たちが宗教行事中に殺害された（ヴァシーの虐殺）。これはユグノー戦争の幕開けでもあった。

## 地勢
ブレーズ川がこのコミューンを流れる。